# Georg Schmidt (Politiker, 1877)
Georg Gustav Schmidt (* 25. August 1877 in Leipzig; † 5. Februar 1941 in Berlin) war ein deutscher Ministerialbeamter und Genossenschaftsfunktionär. Als NSDAP-Mitglied war er von 1933 bis 1935 sächsischer Staatsminister für Arbeit und Wohlfahrt.

## Leben
Georg Schmidt war der Sohn eines Leipziger Beamten. Er besuchte von 1889 bis 1898 die humanistische Thomasschule zu Leipzig. Anschließend studierte er Rechtswissenschaft an der Universität Leipzig und wurde zum Dr. jur. promoviert. Er wurde 1898 Mitglied der Turnerschaft Normannia Leipzig (seit 1909 Burschenschaft Normannia zu Leipzig). Sein Referendariat absolvierte er an den Amtsgerichten Leipzig, Radeburg und Stollberg/Erzgeb. Nach der Assessorprüfung ließ er sich 1906 als Rechtsanwalt in Dresden nieder und wurde gleichzeitig Geschäftsführer der Sächsisch-Thüringischen Eisen- und Stahl-Berufsgenossenschaft. Am 1. Oktober 1908 trat Schmidt als Regierungsassessor beim Statistischen Landesamt in den sächsischen Staatsdienst ein. Es folgten Stationen beim Innenministerium, Landesversicherungsanstalt und dem Oberversicherungsamt. Ab Ende 1917 war er Direktor des Oberversicherungsamtes und des Versorgungsgerichts in Chemnitz. 1929 wurde er Oberregierungsrat. Schmidt wurde im Februar 1931 Mitglied der NSDAP, nachdem er bereits zuvor für deren sächsische Landtagsfraktion als Gutachter tätig war. Am 6. Mai 1933 erfolgte seine Ernennung zum sächsischen Staatsminister für Arbeit und Wohlfahrt unter Manfred von Killinger. Nachdem der sächsische Reichsstatthalter Martin Mutschmann am 28. Februar 1935 von Adolf Hitler auch zum sächsischen Ministerpräsidenten ernannt worden war, löste er im März 1935 das Arbeitsministerium auf und gliederte es dem Wirtschaftsministerium unter seinem Vertrauten Georg Lenk an. Er war Vizepräsident des Reichsversicherungsamtes in Berlin und Mitglied des Reichsausschusses der Kriegsbeschädigten- und Kriegshinterbliebenenfürsorge.